# 國際土地政策研究訓練中心
國際土地政策研究訓練中心（International Center for Land Policy Studies and Training）是位於台灣桃園市的研究機構，上級機關為中華民國農業部，前身為1968年成立的土地改革訓練所，當時由中華民國政府及美國林肯土地政策學會共同成立，2000年更名為現名。其理事主席及共同主席由農業部及林肯土地政策學會分別指派擔任。
其建築位於桃園區中山路（台一線），旁另有台灣土地改革陳列館。

## 外部連結
- 國際土地政策研究訓練中心 （页面存档备份，存于）